# Gaglianico
Gaglianico là một đô thị ở tỉnh Biella vùng Piedmont của nước Ý, có vị trí cách khoảng 60 km về phía đông bắc của of Torino và khoảng 4 km về phía đông nam của of Biella. Tại thời điểm ngày 31 tháng 12 năm 2004, đô thị này có dân số 3.871 người và diện tích là 4,5 km².
Gaglianico giáp các đô thị: Biella, Candelo, Ponderano, Sandigliano, Verrone.

## Notable Gaglianichesi
- Andrea Zanchetta (born 2 tháng 2 năm 1975), footballer.